# Scorzonera angustifolia
Scorzonera angustifolia é uma espécie de planta com flor pertencente à família Asteraceae. 
A autoridade científica da espécie é L., tendo sido publicada em Species Plantarum 791. 1753.
Os seus nomes comuns são escorcioneira ou escorcioneira-de-folha-estreita.

## Portugal
Trata-se de uma espécie presente no território português, nomeadamente os seguintes táxones infraespecíficos:
- Scorzonera angustifolia var. angustifolia - presente em Portugal Continental. Em termos de naturalidade é nativa da região atrás referida. Não se encontra protegida por legislação portuguesa ou da Comunidade Europeia.